# Ravna Banja
Ravna Banja (en serbe cyrillique : Равна Бања ; en albanais : Rama Banja) est un village de Serbie situé dans la municipalité de Medveđa, district de Jablanica. Au recensement de 2011, il comptait 187 habitants.
Ravna Banja est une station thermale.

## Démographie

### Évolution historique de la population
| 1948  | 1953  | 1961  | 1971  | 1981 | 1991 | 2002 | 2011 |
| ----- | ----- | ----- | ----- | ---- | ---- | ---- | ---- |
| 1 228 | 1 329 | 1 295 | 1 035 | 716  | 593  | 364  | 187  |

|  |